# Ніколи не розмовляй з незнайомцями
Ніколи не розмовляй з незнайомцями — кримінальна драма 1995 року.

## Сюжет
Сара Тейлор — успішний психолог, чия вдала кар'єра не зустрічає на своєму шляху ніяких перешкод. Вона чудово розбирається у чужих пристрастях, але нічого не підозрює про власні. Її безтурботне життя спокійно тече в своєму звичайному руслі, поки вона не зустрічає таємничого незнайомця. Тоні підкорює Сару неймовірною ніжністю і утримує поруч шаленою люттю. Всі заборонені почуття, які вирували за маскою незворушною жінки, вона виплеснула до ніг красеня. Його владна тінь затулила сонце. У непроглядній пітьмі всепоглинаючої пристрасті вона беззахисна.